# Jackson (Wyoming)
Jackson ist eine Stadt im Teton County im US-Bundesstaat Wyoming. Sie liegt im Tal Jackson Hole. Das U.S. Census Bureau hat bei der Volkszählung 2020 eine Einwohnerzahl von 10.760 auf einer Fläche von 7,4 km² ermittelt. Benannt sind Tal und Ort nach David E. Jackson, einem Trapper und Pelzhändler, der in den 1820er Jahren mehrmals im Tal überwinterte.
Jackson ist Durchgangsstation für viele Touristen, die nahegelegene Sehenswürdigkeiten wie den Grand-Teton-Nationalpark, den Yellowstone-Nationalpark und das National Elk Refuge besuchen. Nahe Jackson gibt es attraktive Skigebiete.
Seit 1982 treffen sich alljährlich auf Einladung der Federal Reserve Bank Vertreter aller großen Zentralbanken in der Jackson Lake Lodge zum Economic Policy Symposium. Einmal jährlich findet die vom Autor Warren Adler begründete „Jackson Hole Writers Conference“ in Jackson statt.
Die Stadt ist über den Jackson Hole Airport mit dem Flugzeug erreichbar.

## Bevölkerung
Nach der Volkszählung von 2010 gibt es 9577 Einwohner, 3964 Haushalte und 1858 Familien in der Stadt. Das mittlere jährliche Einkommen eines Haushalts betrug im Jahr 2000 47.757 US$; das Pro-Kopf-Einkommen lag bei 25.004 US$. Der bekannteste Einwohner der Stadt ist vermutlich der Schauspieler Harrison Ford.

## Söhne und Töchter der Stadt
- Karen Budge (* 1949), Skirennläuferin
- Breezy Johnson (* 1996), Skirennläuferin
- Travis Rice (* 1982), Pro-Snowboarder
- Milward L. Simpson (1897–1993), Politiker
- Resi Stiegler (* 1985), Skirennläuferin
- Louis Otho Williams (1908–1991), Botaniker

## Nachbau
Die Stadt wurde Vorbild für einen Nachbau in der chinesischen Provinz Hebei.